# 런부현

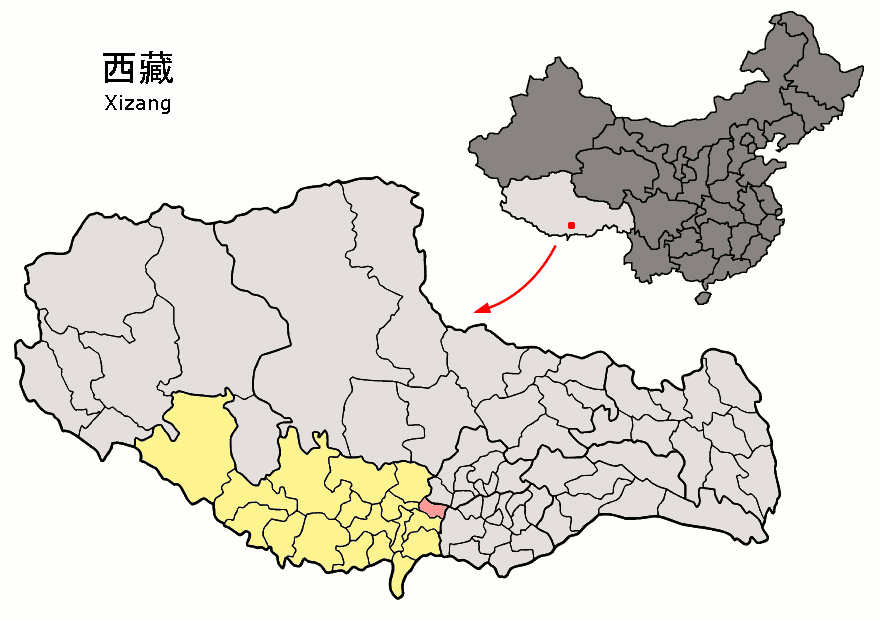
린붕 현의 위치

런부현(티베트어: རིན་སྤུངས་རྫོང་ 린붕 종, 중국어: 仁布县, 병음: Rénbù Xiàn)은 티베트 자치구 르카쩌 지구의 현급 행정구역이다. 넓이는 2100km2이고, 인구는 2007년 기준으로 30,000명이다.

## 지리
평균해발고도는 3950m이다. 연평균 기온은 6.8℃, 연평균 강수량은 451.5mm, 무상일수는 115일이다.

## 행정 구역
1개 진, 8개 향을 관할한다.
- 진: 德吉林镇.
- 향: 帕当乡, 康雄乡, 普松乡, 然巴乡, 查巴乡, 切娃乡, 母乡, 仁布乡.